# Wolfgang Becker
Wolfgang Becker, född 22 juni 1954 i Hemer i dåvarande Västtyskland, död 12 december 2024 i Berlin, var en tysk regissör och manusförfattare som bland annat regisserat och skrivit filmen Good Bye, Lenin! från 2003. Tillsammans med Dani Levy, Tom Tykwer och producenten Stefan Arndt grundade Becker produktionsbolaget X-Filme Creative Pool 1994.